# Marche aux flambeaux 612
La marche aux flambeaux 612 est une manifestation initiée par le Mouvement de résistance finlandais organisée chaque 6 décembre, jour de l'indépendance de la Finlande, à Helsinki depuis 2014.

## Origines

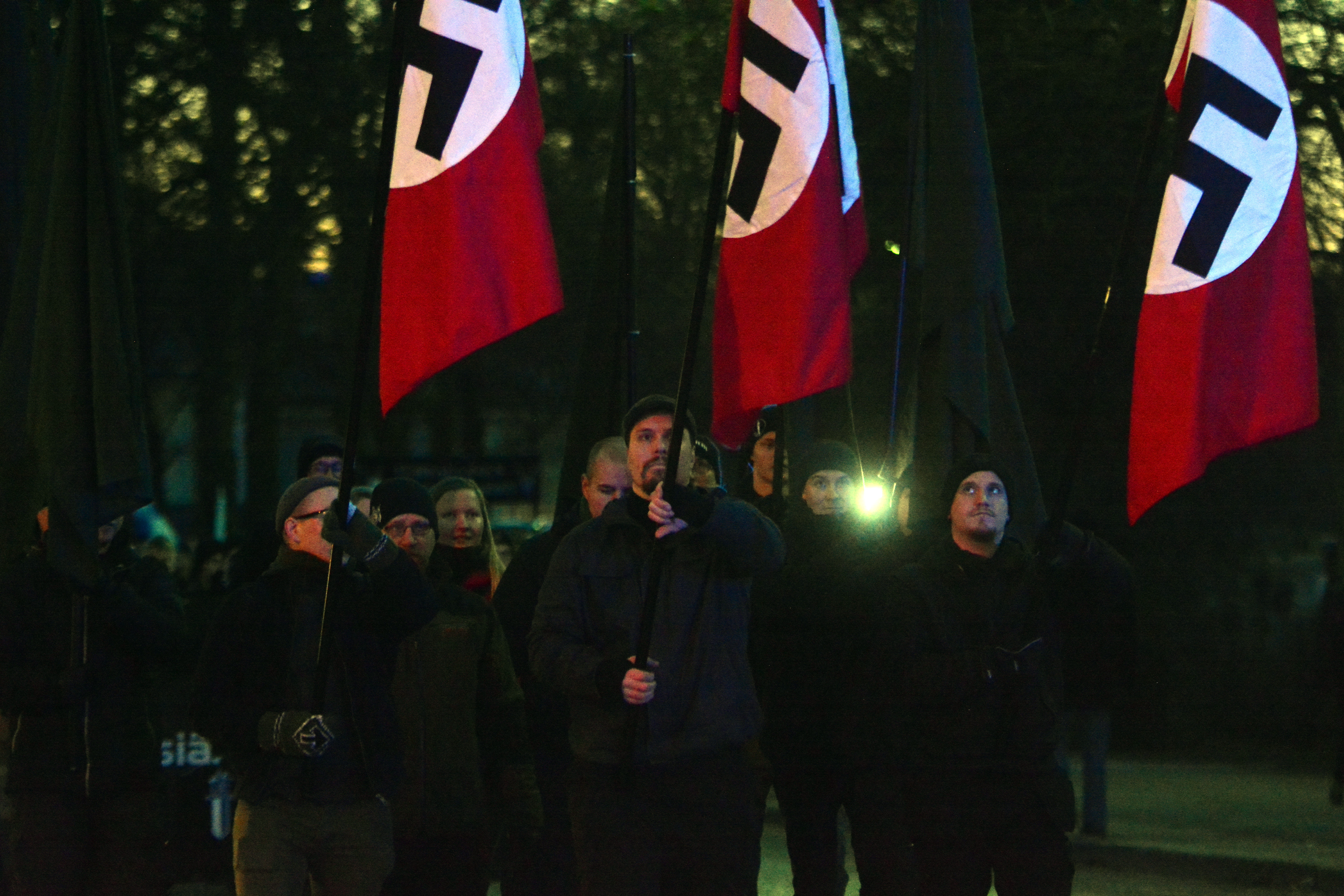
Des membres du Mouvement de résistance nordique lors de la marche en 2018.

La marche aux flambeaux nationaliste « 612 », organisée chaque 6 décembre (jour de l'indépendance de la Finlande) à Helsinki,, est initiée par le Mouvement de résistance finlandais en 2014 et organisée sous le paravent de l'association 612.fi.
Selon Esa Henrik Holappa (fi), premier dirigeant du Mouvement de résistance finlandais, cette organisation a créé et maintient le site web de l'événement, et ses militants servent de gardes lors des marches. Timo Hännikäinen (fi), rédacteur en chef du journal en ligne Sarastus (en français : « L'Aube ») et membre de l'organisation d'extrême droite Suomen Sisu, fait également partie des initiateurs de cette marche aux flambeaux.

## Symbolisme
Le cortège se déplace de la place Töölöntori vers le cimetière Hietaniemi pour honorer le bataillon de volontaires finlandais de la Waffen-SS. L'imagerie du feu y revêt une importance symbolique particulière : pour l'ethnonationaliste Tuukka Kuru (fi), les flambeaux « symbolisent la finlandité éternelle qui brûle en vous [les Finlandais] et qui a apporté de la chaleur à notre peuple dans le froid, ainsi que de la lumière et de l'espoir même dans les ténèbres les plus sombres ». Le professeur de littérature Kuisma Korhonen les a comparés aux défilés aux flambeaux du Ku Klux Klan, de l'Allemagne nazie et de la Société académique de Carélie.

## Stratégie politique
Bien que présentée comme apolitique, cette manifestation vise à unifier divers groupes nationalistes, racistes et d'extrême droite en Finlande sous l'égide du Mouvement de résistance finlandais, dont le rôle organisationnel est délibérément minimisé pour attirer davantage de participants. Cette stratégie s'appuie sur le concept de fenêtre d'Overton et sur l'hégémonie culturelle telle que théorisée par Alain de Benoist.

## Opposition
Des contre-manifestations d'égale ampleur ont également lieu chaque année, organisées sous le nom Helsinki ilman natseja (fi) (en français : « Pas de nazis à Helsinki »).

## Historique des événements

### 2018 - 2019
En 2018, environ 1 800 personnes participent à cette marche. En 2019, 13 personnes sont arrêtées lors de la marche.

### 2024
En 2024, deux députés du Parti des Finlandais, Teemu Keskisarja et Sheikki Laakso, annoncent leur participation à la marche,. Cette décision est critiquée par le Premier ministre Petteri Orpo et le ministre de l'Éducation Anders Adlercreutz en raison des liens de l'événement avec l'extrême droite. Ils bénéficient cependant du soutien de la ministre des Finances et cheffe du Parti des Finlandais, Riikka Purra. Laakso annonce finalement ne pas participer à la marche en raison de la controverse suscitée. Keskisarja, quant à lui, assiste à la marche.
Parmi les autres participants à la marche, l'on compte des groupes nationalistes comme Soldiers of Odin et l'Active Club finlandais, ainsi que Tuukka Kuru (fi), président du Mouvement bleu-noir, ouvertement fasciste. Au total, l'événement attire environ 500 manifestants et 40 contre-manifestants sont arrêtés,.